# Constellation Brands
Constellation Brands, Inc. er et amerikansk bryggeri, tapperi og importør af øl, vin og spiritus. Constellation er den største ølimportør i USA. Hovedkvarteret er i Victor, New York, de har ca. 40 lokationer og ca. 9.000 ansatte.
De har over 100 brands, hvilket omfatter: Robert Mondavi, Kim Crawford, Meiomi, Simi Winery, Ruffino og The Prisoner Wine Company. Corona, Modelo especial, Negra Modelo, og Pacífico samt Funky Buddha. Svedka Vodka, Casa Noble Tequila og High West Whiskey, Nelson's Green Brier Tennessee Whiskey.